# Заслужений працівник охорони здоров'я України
Заслужений працівник охорони здоров'я України  — державна нагорода України — почесне звання України, яке надається Президентом України відповідно до Закону України «Про державні нагороди України». Згідно з Положенням про почесні звання України від 29 червня 2001 року, це звання присвоюється:
|  | медичним та фармацевтичним працівникам, технічному, обслуговуючому та іншому персоналу установ і закладів охорони здоров'я, соціального забезпечення за значні успіхи в наданні висококваліфікованої медичної допомоги |